# Alfons Maria Stickler
Alfons Maria Stickler, S.D.B. (Neunkirchen, Austria, 23 de agosto de 1910-Roma, 12 de diciembre de 2007) fue un cardenal austríaco, canonista, jurista, bibliotecario y archivero de la Santa Iglesia Romana.

## Biografía

### Primeros años
Nació en Neunkirchen (Baja Austria) en 1910. Ingresó en la Pía Sociedad de San Francisco de Sales e hizo su primera profesión religiosa el 15 de agosto de 1928. Cursó sus estudios eclesiásticos sucesivamente en Alemania, Austria e Italia (Turín y Roma). Obtuvo el doctorado in utroque iure -es decir, en derecho civil y en derecho canónico- en el Pontificio Ateneo de San Apolinar. También fue alumno de la Pontificia Universidad Lateranense.

### Vida sacerdotal y docente
Fue ordenado sacerdote el 27 de marzo de 1937.
Fue profesor en la Pontificia Universidad Salesiana, de la que fue rector magnífico entre 1958 y 1966. En 1953 fue elegido decano de la Facultad de Derecho canónico de la misma universidad, cargo que ejerció hasta 1958. 
Participó en el Concilio Vaticano II como perito -de 1963 a 1965- en las comisiones conciliares para el Clero, la Liturgia y los Seminarios y Universidades. En 1964 el Papa Pablo VI le nombró presidente del Pontificio Instituto Superior de Latinidad, cargo que ejercerá hasta 1968. En 1971 fue nombrado prefecto de la Biblioteca Apostólica Vaticana. 

### Episcopado
En el año 1983 el Papa Juan Pablo II le nombró pro-archivista del Archivo Secreto Vaticano. Además, lo preconizó arzobispo titular de Volsinium, consagrándolo personalmente el día 1 de noviembre de ese año.

### Cardenalato
El 25 de mayo de 1985 fue creado cardenal por el mismo Pontífice, que también le nombró Bibliotecario y Archivista de la Santa Iglesia Romana, cargos a los que renunciará en 1988. El 29 de enero de 1996 fue elevado del orden de los cardenales diáconos al orden de los cardenales presbíteros. 

### Fallecimiento
Falleció el 12 de diciembre de 2007. El Papa Benedicto XVI ofició su funeral en la Basílica de San Pedro dos días después. Fue sepultado en las Catacumbas de San Calixto.

## Distinciones y reconocimientos
Recibió los siguientes reconocimientos:
- Doctorado honoris causa por la Universidad de Múnich.

- Doctorado honoris causa por la Universidad de Innsbruck.

- Doctorado honoris causa por la Universidad de Salzburgo.

## Posiciones

### Celibato sacerdotal
Fue un firme defensor del celibato eclesiástico. Escribió un extenso tratado histórico-canónico sobre la materia en el que demuestra que el celibato se remonta a los tiempos apostólicos y patrísticos. El título del libro, publicado en italiano en 1994, es: Il celibato ecclesiastico. La sua storia e i suoi fondamenti teologici; ese mismo año fue traducido al castellano y publicado con forma de artículo en el número 26 de la revista Scripta Theologica. La admisión de sacerdotes casados y que hacen uso del matrimonio -que aún pervive en oriente- se debería a una falsa anécdota vinculada al Concilio de Nicea y a la manipulación de documentos antiguos por parte de clérigos orientales durante el concilio quinisexto. 

### Misa tradicional
Fue un firme defensor de la Misa tradicional. 

### Arzobispo Bugnini
En el contexto de una entrevista realizada en 1996 en la que Alcuin Reid, O.S.B., le preguntó si creía que el arzobispo Bugnini -principal impulsor de la reforma litúrgica en los años posteriores al Concilio Vaticano II- había sido masón, y si este fue el motivo por el que Pablo VI lo destituyó: 
“No”, contestó el Cardenal, “fue algo mucho peor”.
Pero el cardenal Stickler no quiso revelar qué era aquello y, francamente, el concepto de algo “mucho peor” que ser masón ofrece aterradoras perspectivas a la imaginación.

## Obras

### Libros:
- Historia iuris canonici latini. Institutiones academicae, vol. I: Historia fontium (1950).

- Il celibato ecclesiastico. La sua storia e i suoi fondamenti teologici (Ciudad del Vaticano, Librería Editrice Vaticana, 1994).

### Artículos:
- "El celibato eclesiástico. Su historia y sus fundamentos teológicos", en: Scripta Theologica 26 (1994), pp. 13-78